# Disocactus phyllanthoides
Disocactus phyllanthoides, conocida comúnmente como nopalxóchitl, es una especie de planta suculenta perteneciente al género Disocactus, dentro de la familia Cactaceae. Es endémica de México (concretamente de los estados de Veracruz, Oaxaca, Puebla e Hidalgo).

## Descripción
Disocactus phyllanthoides es una especie de cactus que aunque normalmente crece de forma epífita sobre los árboles, a veces puede aparecer como litofíta sobre superficies rocosas. Es arbustivo, de hábito colgante y se ramifica desde la base. Tiene la epidermis de color verde claro y a menudo, con un tinte rojizo. Los brotes son aplanados, alargados y con forma de hoja. Inicialmente son erectos, aunque con el tiempo se vuelven colgantes.

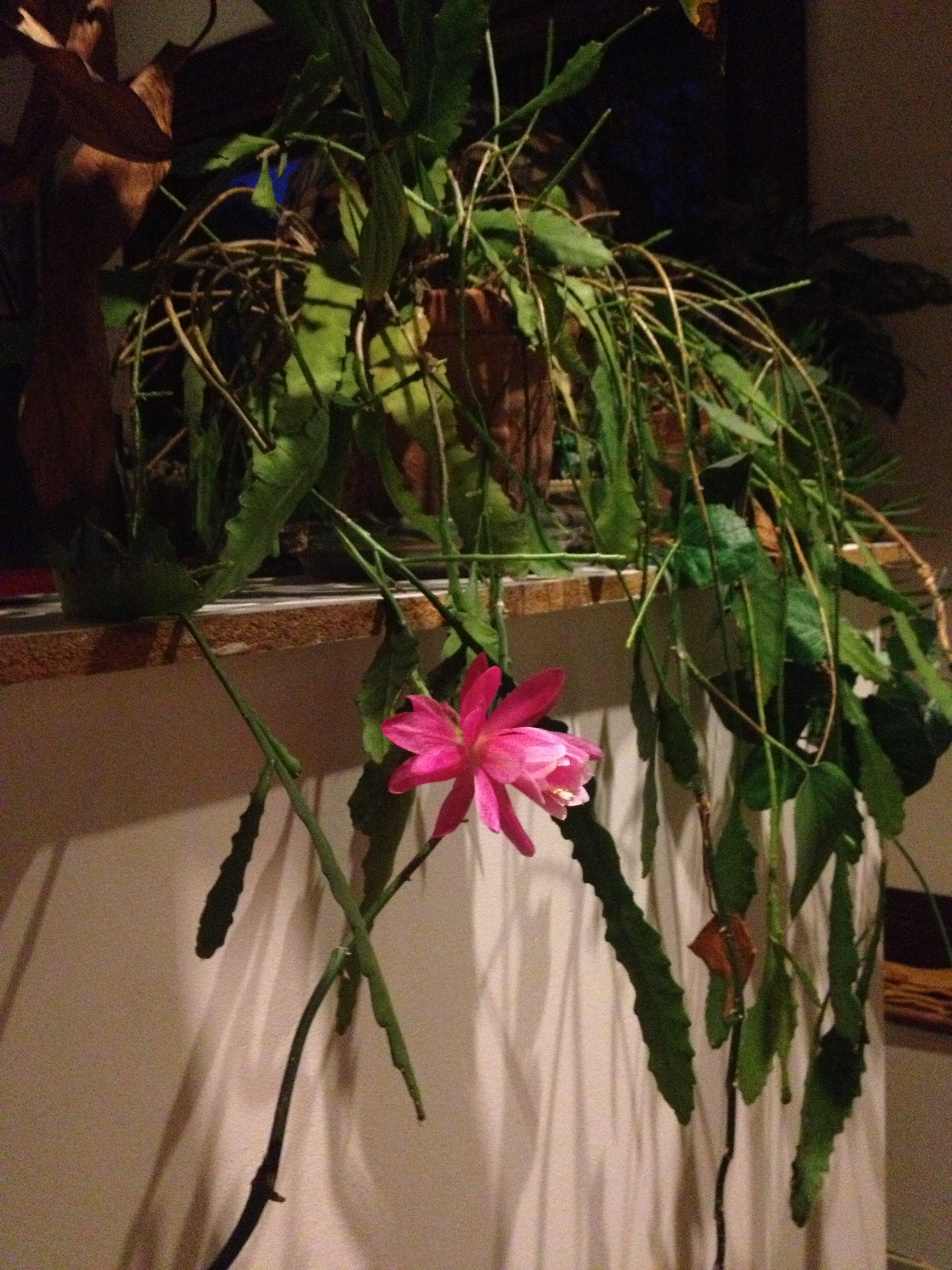
Porte de la planta

Los tallos principales pueden llegar a medir hasta 1 m de largo, tienen la base redondeada y la porción superior aplanada. Los tallos laterales son lanceolados, de base redondeada y aplanados hacia arriba, con el ápice terminado en punta. Miden de 15 a 30 cm de largo y 2,5 a 4 cm de ancho, con bordes toscamente dentados, y nervaduras centrales y laterales prominentes. Sobre ellos se asientan areolas sin espinas (excepto en los brotes jóvenes).
Las flores son de color rosa y su forma va de acampanada a embudo. Se abren durante el día y son inodoras (sin olor). Miden de 8 a 10 cm de largo y de 7 a 9 cm de ancho. Tienen el pericarpelo (ovario) ovado y presenta algunas escamas extendidas. El tubo floral (receptáculo) mide de 2,5 a 5 cm de largo y de 0,7 a 1 cm de diámetro; es de color verdoso y cuenta con más escamas que el pericarpelo, aunque las axilas permanecen desnudas. Los estambres, el estilo y el estigma son de color blanquecino, y este último presenta de 5 a 7 lóbulos.

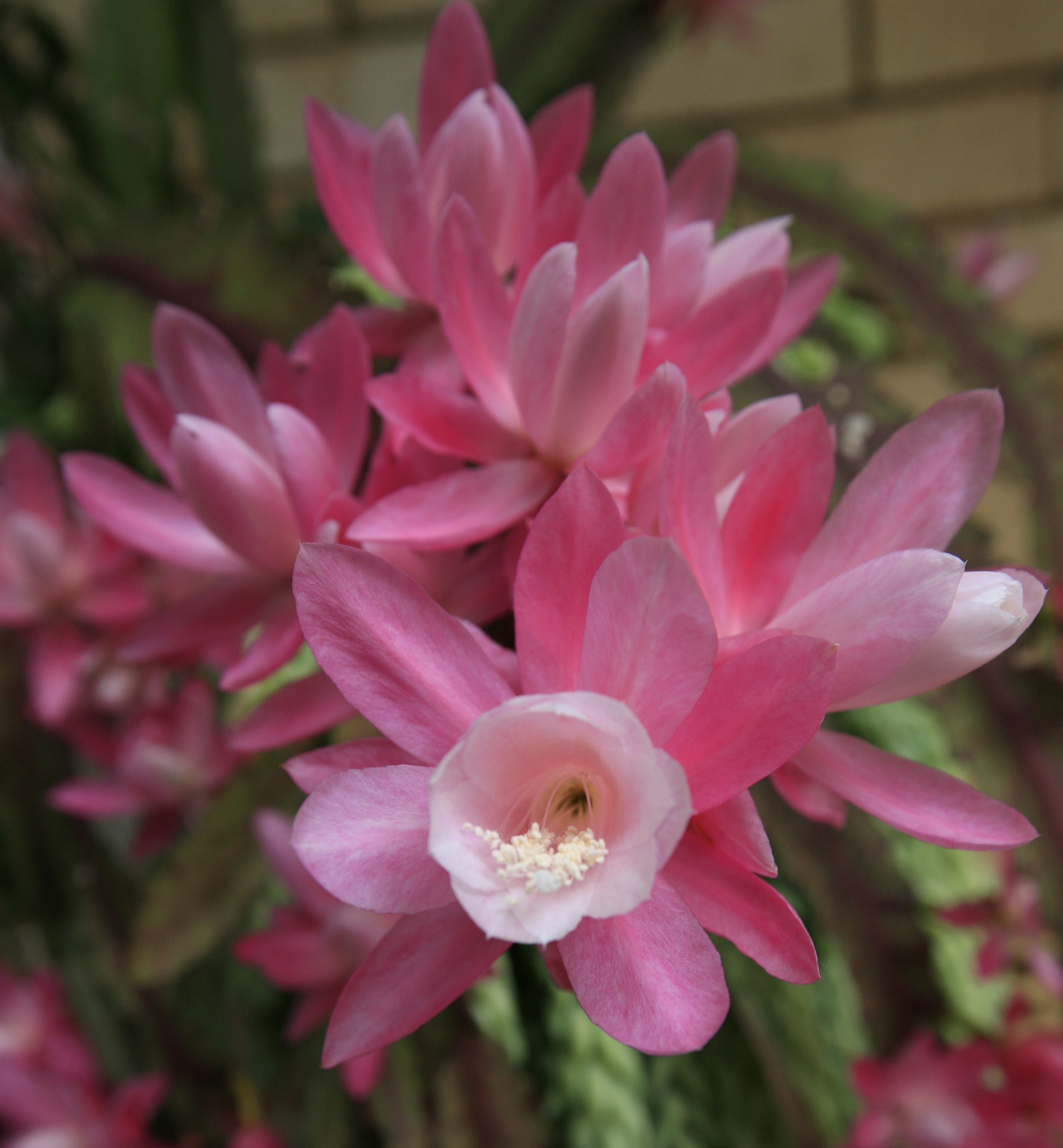
Detalle de la flor

Los frutos tienen forma elipsoide y presentan ligeras costillas. Son de color verde al principio tornándose rojos al madurar y miden de 3 a 4 cm de diámetro. En su interior contienen semillas de color marrón oscuro.

## Distribución y hábitat
El área de distribución nativa de esta especie es México (concretamente de los estados de Veracruz, Oaxaca, Puebla e Hidalgo). Habita principalmente en el bioma tropical estacionalmente seco, a altitudes que oscilan entre los 1500 y los 1850 metros sobre el nivel del mar.
La planta puede crecer sobre árboles como epífita o sobre superficies rocosas como litófita y se encuentra en bosques nubosos. Sus raíces se incrustan en las rocas o en la corteza de los árboles huéspedes para anclarse y fijarse, por lo que su único acceso a la humedad y los nutrientes proviene de la lluvia y los excrementos que caen desde arriba.

## Taxonomía
La primera descripción de esta especie fue como Cactus phyllanthoides, publicada en 1813 por el botánico suizo Augustin Pyrame de Candolle en el libro ilustrado Catalogus plantarum horti botanici monspeliensis 84.
Más tarde, el botánico alemán Wilhelm Barthlott trasladó la especie al género Disocactus, por lo que pasó a llamarse Disocactus phyllanthoides. Registró estos cambios en las revista científica Beihefte zum Botanischen Centralblatt. Zweite Abteilung, Systematik, Pflanzengeographie, angewandte Botanik 61 (3): 383, publicada en 1942.
Etimología
- Disocactus: nombre genérico formado a partir de las palabras griegas dis (que significa 'dos veces'), isos (que significa 'igual) y kaktos (que significa 'cardo' o 'planta espinosa'), en alusión a los tallos aplanados con forma de hoja (con dos lados idénticos) que presentan las especies de este género.[9]
- phyllanthoides: epíteto específico griego que significa 'parecido a Phyllanthus', en añusión del parecido de esta especie con Epiphyllum phyllanthus.[10]

Sinonimia
- Cactus alatus Willd., 1814
- Cactus elegans Link, 1822
- Cactus phyllanthoides DC., 1813 (basónimo)
- Cactus speciosus Desf., 1804
- Cereus phyllanthoides (DC.) DC., 1828
- Cereus phyllanthoides var. albiflorus Pfeiff., 1837
- Cereus phyllanthoides var. curtisii Salm-Dyck, 1834
- Cereus phyllanthoides var. jenkinsonii Salm-Dyck, 1834
- Cereus phyllanthoides var. quillardieri Salm-Dyck, 1834
- Cereus phyllanthoides var. vandesii Salm-Dyck, 1834
- Epiphyllum phyllanthoides (DC.) Sweet, 1826
- Heliocereus phyllanthoides (DC.) Doweld, 2001 publ. 2002
- Nopalxochia phyllanthoides (DC.) Britton & Rose, 1923
- Opuntia speciosa Steud., 1841
- Phyllocactus jenkinsonii Haage, 1857
- Phyllocactus phyllanthoides (DC.) Link, 1831
- Phyllocactus plukenetii Kostel., 1844

## Estado de conservación
En la Lista Roja de Especies Amenazadas de la UICN, la especie está clasificada como "Vulnerable (VU)”. Las principales amenazas que sufre la especie están relacionadas con la pérdida de su hábitat forestal, debido a la deforestación para la conversión en plantaciones de café, agricultura a pequeña escala y ganadería. Asimismo, en las proximidades de núcleos urbanos, la población está disminuyendo como consecuencia de una recolección ilegal excesiva.

## Usos

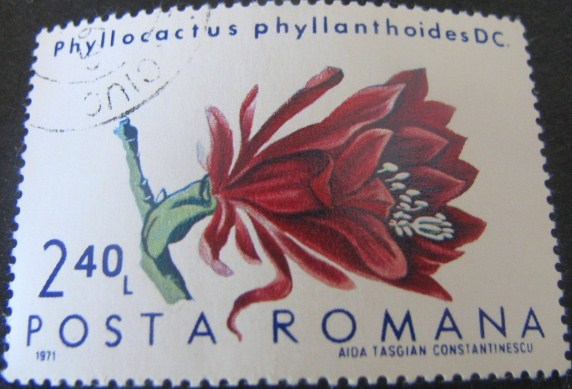
Sello postal de Rumanía

Disocactus phyllanthoides se cultiva ampliamente como planta ornamental por sus grandes y vistosas flores, que pueden aparecer varias veces al año, con un pico principal de floración en primavera. Es una de las especies principales (junto con Disocactus speciosus y Disocactus crenatus) que han contribuido al desarrollo de los híbridos conocidos como «cactus orquídea», ampliamente cultivados por sus flores ornamentales.
Prefiere climas tropicales o subtropicales y prospera en ambientes con temperaturas nocturnas superiores a 12 °C. Tolera temperaturas elevadas de hasta 45 °C y resiste heladas breves, aunque el frío prolongado puede afectar negativamente su desarrollo. Durante los meses cálidos, requiere riegos frecuentes, permitiendo que el sustrato se seque ligeramente entre aplicaciones. A partir de finales del verano, se reduce la frecuencia del riego, y en invierno puede suspenderse temporalmente para estimular la floración. Se adapta bien a la semisombra o a la luz solar filtrada, aunque en climas cálidos conviene protegerla del sol directo más intenso. Responde favorablemente a una mayor exposición a la luz al inicio de la primavera, lo que favorece la brotación floral.
El cultivo en maceta con sustratos bien drenados, ricos en materia orgánica —como los utilizados para orquídeas o bromelias— resulta ideal, ya que imita su hábitat natural como planta epífita. Para su propagación, se emplean principalmente esquejes de tallo en primavera, aunque también es posible obtener nuevas plantas a partir de semillas, las cuales germinan entre 14 y 28 días si se mantienen a temperaturas entre 18 y 21 °C. En general, esta especie presenta buena resistencia a plagas y enfermedades, aunque debe manipularse con cuidado, ya que los brotes y capullos pueden desprenderse fácilmente ante cambios bruscos en su entorno.

## Nombres comunes
Los nombres comunes de esta especie son: flor del nopal, marta, nopalillo, nopalillo orquídea de marta, nopalxóchitl o sol de agua.